# Henryk Beck
Henryk Beck ps. „Nekander”, „Dr Bor” (ur. 8 lutego 1896 we Lwowie, zm. 23 marca 1946 we Wrocławiu) – polski lekarz ginekolog–położnik pochodzenia żydowskiego.
Orlę Lwowskie, pracownik Czerwonego Krzyża, uczestnik wojny polsko-bolszewickiej, kapitan Wojska Polskiego, powstaniec warszawski, wykładowca Uniwersytetu Jana Kazimierza, Uniwersytetu Warszawskiego i Uniwersytetu Wrocławskiego. Z zamiłowania malarz, poeta, piłkarz, taternik, rysownik i tenisista. Przeprowadził pierwszą w Polsce operację korekty płci – u Witolda Smętka (1910–1983).

## Życiorys

### Młodość
Urodził się 8 lutego 1896 we Lwowie w rodzinie żydowskiego lekarza Adolfa Becka (1863–1942) i Reginy z Mandelbaumów, dokąd jego rodzina przeniosła się rok wcześniej z Krakowa. Maturę zdał w 1914, po czym do 1920 studiował medycynę na Uniwersytecie Jana Kazimierza. Pod wpływem przyjaciela domu Adama Czyżewicza zdecydował się następnie wybrać specjalizację ginekologiczną.
W tym czasie często też pomagał ojcu w jego badaniach oraz pracował w szpitalach polowych Czerwonego Krzyża i Zakładzie Anatomii Patologicznej UJK przy zabezpieczaniu zbiorów. W 1918 brał udział w obronie miasta, a dwa lata później uczestniczył w wojnie polsko-bolszewickiej w stopniu kapitana jako lekarz w pociągu sanitarnym.

### Praktyka lekarska
Miesiąc po otrzymaniu dyplomu ochrzcił się, jego ojcem chrzestnym został Czyżewicz. Początkowo pracował na Uniwersytecie Jana Kazimierza, ale w 1924 Czyżewicz namówił go na przeprowadzkę do Warszawy, w której Beck podjął pracę w Klinice Położnictwa i Chorób Kobiecych Uniwersytetu Warszawskiego, wykładając fizjologię ciąży, porodu i połogu i tam też uzyskał habilitację w lutym 1927.
W latach 1928–1929 redagował miesięcznik „Ginekologia Polska”. W 1931 został kierownikiem oddziału ginekologii w Instytucie Radowym im. Marii Skłodowskiej-Curie, a cztery lata później objął posadę ordynatora oddziału ginekologicznego Szpitala Dzieciątka Jezus i pracował na tym stanowisku do wybuchu II wojny światowej. Był również wykładowcą położnictwa w Szkole Pielęgniarskiej Polskiego Czerwonego Krzyża oraz w Warszawskiej Szkole Pielęgniarstwa, ponadto był także przez dwa lata prezesem Polskiego Towarzystwa Ginekologicznego. Twórca autorskiej metody operacji tyłozgięcia macicy. On również przeprowadził pierwszą w Polsce operację zmiany płci – u Zofii Smętek (1910–1983).

### Okres okupacji
W czasie kampanii wrześniowej walczył w obronie Warszawy, następnie trafił do Brześcia, a po klęsce dotarł do Lwowa, gdzie 9 grudnia został aresztowany przez władze sowieckie, ale uniknął deportacji na Syberię dzięki staraniom żony. Zwolniony w lipcu 1940, otrzymał propozycję objęcia stanowiska kierownika Katedry Ginekologii, ale ostatecznie został kierownikiem oddziału ginekologiczno-położniczego w II Szpitalu Lwowskim.
Po ataku Niemiec na ZSRR był zmuszony ukrywać się przed Niemcami. W listopadzie 1942 wyjechał do Warszawy i ukrywał się tam w „aryjskiej” części miasta pod wieloma kolejnymi adresami. Zaangażowany przez siostrę i żonę w działalność Armii Krajowej, ilustrował instrukcje minerskie dla żołnierzy AK.
Po wybuchu powstania warszawskiego, w stopniu kapitana i pod pseudonimem Nekander, kierował szpitalem polowym na rogu Chmielnej i Marszałkowskiej (oddział „Bakcyl”), a po kapitulacji ukrywał się wraz z grupą ok. 40 osób w piwnicach zrujnowanych kamienic w rejonie między ulicami Śliską 7 a Sienną 22 do czasu wkroczenia Armii Czerwonej i pod pseudonimem Dr Bor kontynuował praktykę lekarską.

### Okres powojenny
Po przejściu frontu początkowo pracował jako ordynator oddziału ginekologiczno-położniczego Szpitala Miejskiego na Pradze i mieszkał z żoną w budynku szpitalnym, ale w sierpniu 1945 otrzymał propozycję objęcia Katedry Ginekologii i Położnictwa Uniwersytetu Wrocławskiego. Do Wrocławia przeniósł się w lutym następnego roku i równocześnie objął Klinikę Położnictwa i Chorób Kobiecych.
Zmarł 23 marca 1946 we Wrocławiu w wieku pięćdziesięciu lat na zawał serca, kilka godzin później jego żona popełniła samobójstwo. Został pochowany wraz z nią na cmentarzu św. Wawrzyńca we Wrocławiu.

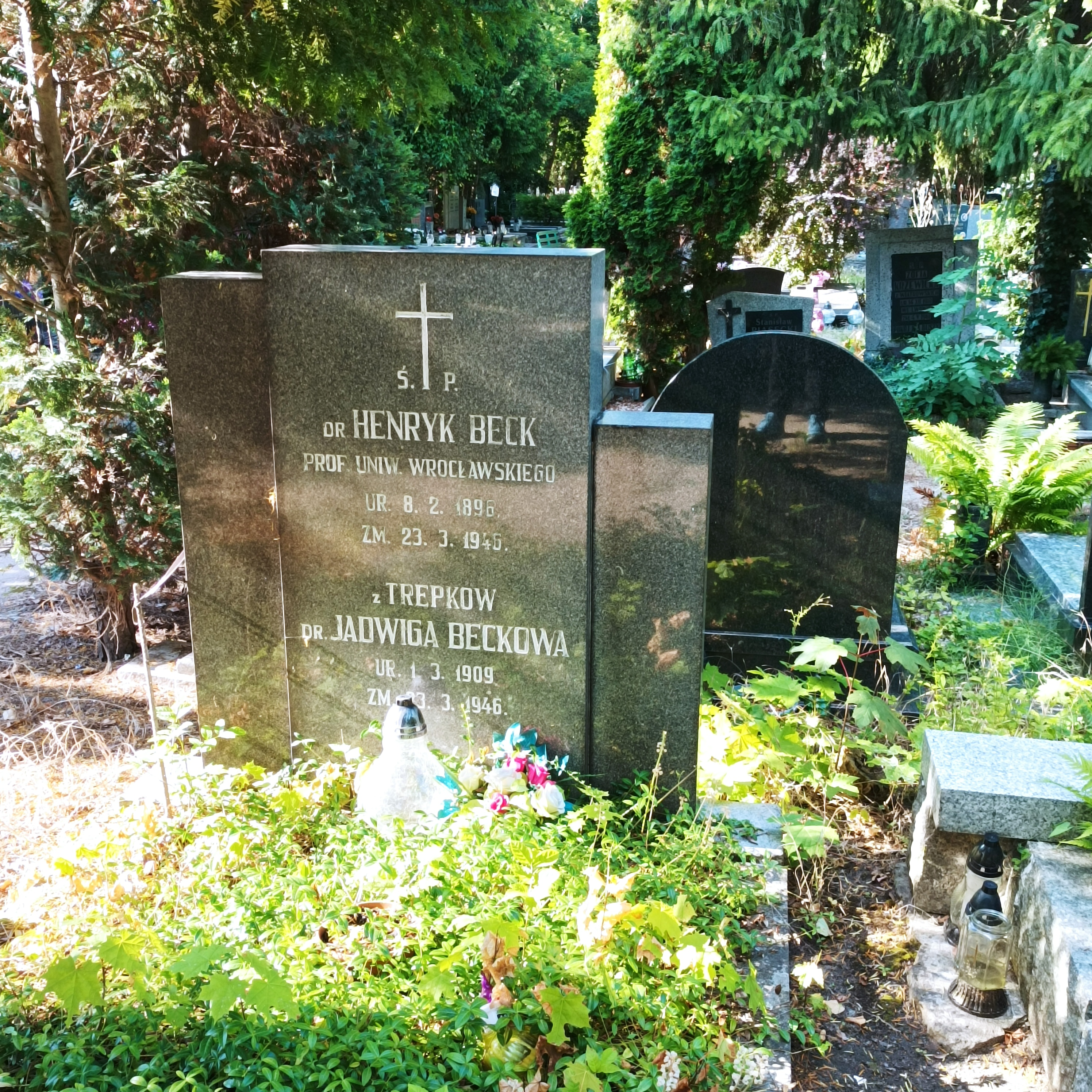
Grób prof. Henryka Becka na cmentarzu św. Wawrzyńca we Wrocławiu

### Działalność artystyczna
Oprócz pracy zawodowej przez całe życie zajmował się sztuką, w szczególności malował krajobrazy, znajomych, widoki miast, życie osobiste, podróże, lekarzy, narzędzia medyczne i pacjentki, często przedstawione satyrycznie, karykaturalnie czy ironicznie. W czasie wojny uwieczniał ruiny, trudy okupacyjnego życia i wyśmiewał okupanta, najbardziej znany jest cykl „Bunkier 1944 Roku”. Beck tworzył swoje prace na papierze, bibule, kolorowym kartonie, drukach recepturowych i stronach książek. Pozostawił dużą ilość akwarel, rysunków i kolaży. Są one uznawane za formę jego pamiętnika.
W 1964 siostra Becka, Jadwiga Zakrzewska, podzieliła jego prace pomiędzy Główną Bibliotekę Lekarską w Warszawie i Żydowski Instytut Historyczny. Większość zbiorów trafiła do GBL (która posiada 1653 szt.), natomiast w ŻIH znalazły się prace powstałe w ostatnim okresie II wojny światowej.

### Zainteresowania
Ponadto Beck pisał także wiersze i fraszki oraz grał na skrzypcach i fortepianie. W młodości grał w piłkę nożną jako członek klubu Pogoń Lwów, później także był tenisistą, taternikiem i uczestnikiem wyścigów samochodowych.

## Ordery i odznaczenia
- Krzyż Walecznych[4]
- Medal Niepodległości (27 czerwca 1938)[16]

## Upamiętnienie
W 2011 ukazało się pierwsze światowe wydanie albumu jego akwarel, dwa lata później wystawę jego prac otwarto w Lwowskim Muzeum Etnograficznym i Rzemiosła Artystycznego. W 2016 Główna Biblioteka Lekarska wydała album z ok. 1800 rysunków i akwarel Becka.

## Życie prywatne
Od 27 grudnia 1937 żonaty z Jadwigą z Trepków (1909–1946), która była ginekolożką pochodzącą z Sosnowca.